# Татарстанска митрополија
Татарстанска митрополија (рус. Татарстанская митрополия, тат. Татарстан митрополиясе) митрополија је Руске православне цркве.
Образована је одлуком Светог синода од 6. јуна 2012, а налази се у оквиру граница Републике Татарстан. У њеном саставу се налазе три епархије: Казањска, Аљметјевска и Чистопољска.